# Beaumont-Hamel

Beaumont-Hamel este o comună în departamentul Somme, Franța. În 1 ianuarie 2022 avea o populație de 202 de locuitori.